# Sönnervinklumptjärnen
Sönnervinklumptjärnen är en sjö i Krokoms kommun i Jämtland och ingår i Indalsälvens huvudavrinningsområde. Sjön har en area på 0,0524 kvadratkilometer och ligger 669,7 meter över havet.

## Delavrinningsområde
Sönnervinklumptjärnen ingår i det delavrinningsområde (711207-142670) som SMHI kallar för Inloppet i Bågavattnet. Medelhöjden är 655 meter över havet och ytan är 5,96 kvadratkilometer. Räknas de 12 avrinningsområdena uppströms in blir den ackumulerade arean 48,08 kvadratkilometer. Hasslingsån (Fjällån) som avvattnar avrinningsområdet har biflödesordning 3, vilket innebär att vattnet flödar genom totalt 3 vattendrag innan det når havet efter 309 kilometer. Avrinningsområdet består mestadels av skog (79 procent) och sankmarker (16 procent). Avrinningsområdet har 0,05 kvadratkilometer vattenytor vilket ger det en sjöprocent på 0,9 procent.